# Pierre-Karl Fabergé
Pour les articles homonymes, voir Fabergé (homonymie).
Pierre-Karl Fabergé (sur sa pierre tombale il est écrit Charles Fabergé), né le 18 mai 1846 à Saint-Pétersbourg en Russie, et mort le 24 septembre 1920 à Pully en Suisse, est un joaillier russe d'origine germano-danoise mieux connu sous le nom de Karl Fabergé. Il est connu pour ses œufs de Fabergé, pièces de joaillerie ayant la forme d'œufs et contenant une surprise comme les œufs de Pâques, réalisés à partir de métaux et de pierres précieuses.

## Biographie
Pierre-Karl Fabergé est issu par son père d'une famille protestante allemande de la Baltique, dont la branche paternelle est originaire de La Bouteille (Picardie) et a émigré après la révocation de l'édit de Nantes, puis dans la province balte de Livonie faisant alors partie de la Russie impériale en 1800, avant de rejoindre finalement Saint-Pétersbourg dans les années 1830. 

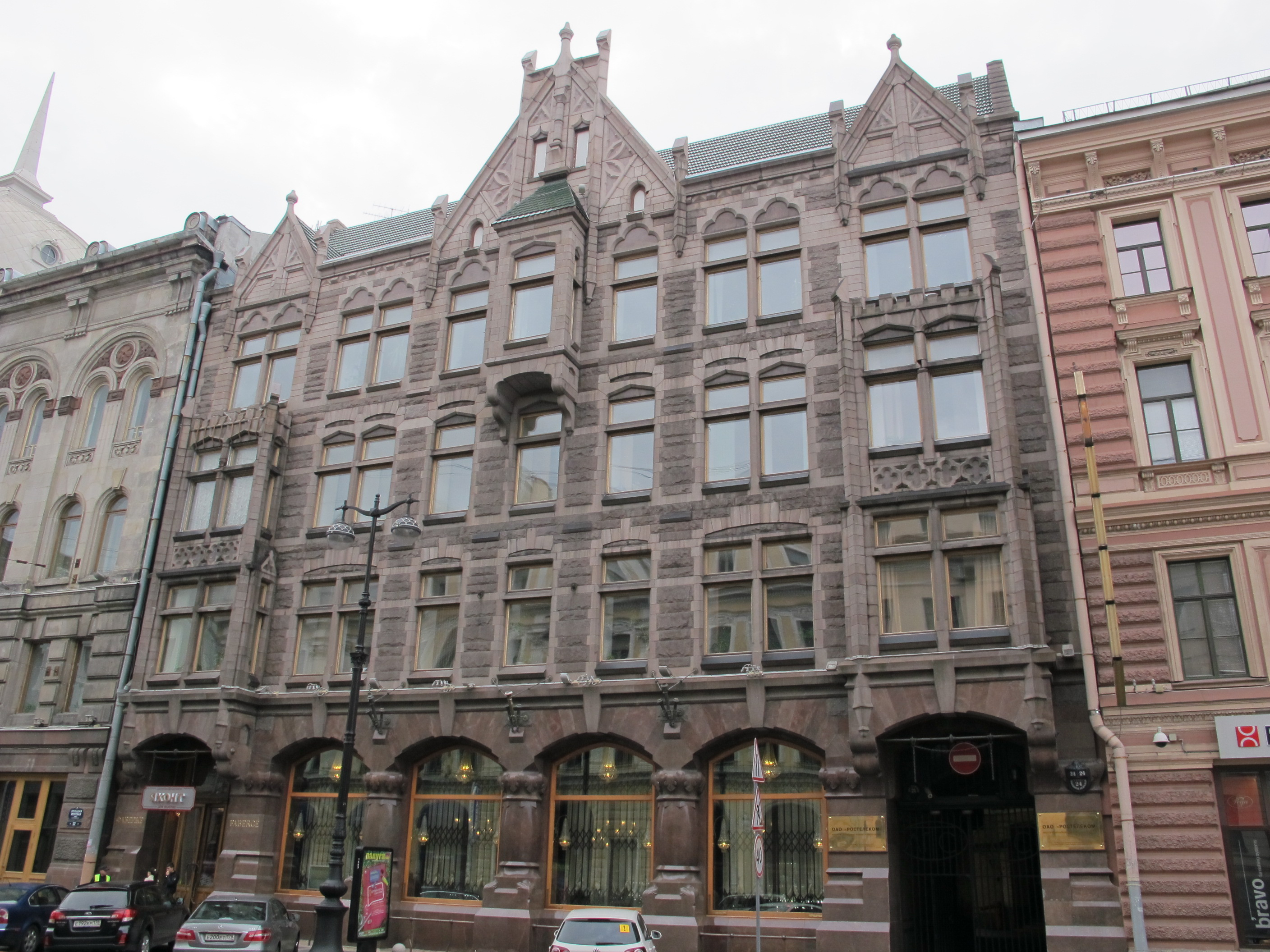
Façade de la maison de joaillerie Fabergé à Saint-Pétersbourg.

Il est le fils de Gustave Fabergé, joaillier, et de Charlotte Jungstedt, de nationalité danoise. La famille fréquente la paroisse suédoise de Saint-Pétersbourg. En 1842, son père ouvre à son compte une joaillerie au 24 rue Bolchaïa Morskaïa, à Saint-Pétersbourg (la maison sera reconstruite par l'architecte et cousin du joaillier Carl Schmidt (en), en 1899-1900).
Ayant passé toute son enfance à Saint-Pétersbourg, Pierre-Karl suit ses parents qui déménagent pour Dresde, en 1860, laissant l'entreprise familiale entre les mains de gestionnaires de confiance. À Dresde, Pierre-Karl suit des cours à l’École des arts et métiers. En 1864, Pierre-Karl part pour réaliser un Grand Tour d'Europe. Il complète sa formation auprès d'orfèvres respectés en Allemagne, en France, en Italie et en Angleterre, et découvre les objets exposés dans les galeries des plus grands musées d'Europe. Il poursuit son voyage d'étude jusqu'en 1872 lorsque, à l'âge de 26 ans, il revient à Saint-Pétersbourg et épouse Augusta Julia Jacobs. Pendant les dix années qui suivent, l'artisan Hiskias Pendin, employé par son père, deviendra son mentor et tuteur. 
À la suite de son père Gustave, Karl prend en main les destinées de la maison Fabergé en 1870. À cette époque, la société participe au catalogage, à la réparation et à la restauration des objets de l'Ermitage. En 1881, l'entreprise emménage dans des locaux plus spacieux de plain-pied au 16-18 rue Bolchaïa Morskaïa. 
À la mort de Hiskias Pendin en 1882, Pierre-Karl Fabergé est désormais seul pour gérer la société. Il reçoit le titre de maître orfèvre, qui lui permet d'utiliser son propre poinçon en plus de celui de l'entreprise. La réputation de Fabergé était telle que le délai d'examen habituel de trois jours ne fut pas nécessaire à l'octroi de la distinction[réf. nécessaire]. Son frère, Agathon, créateur talentueux, rejoint l'entreprise depuis Dresde, où il avait également étudié à l'École des arts et métiers [réf. nécessaire]. La maison Fabergé diversifie sa production et commence à exécuter des objets fantaisie, et non plus seulement des bijoux.
Karl et Agathon font sensation à l'exposition pan-russe qui se tient à Moscou en 1882. Karl y reçoit la médaille d'or de l'Exposition et la médaille de Saint-Stanislas. Au cours de cette exposition, Fabergé est remarqué par Alexandre III qui lui commande des boutons de manchettes en forme de cigales. Une des pièces de Fabergé présentée lors de l'exposition était une réplique d'un bracelet en or du IVe siècle av. J.-C. faisant partie du trésor des Scythes exposé à l'Ermitage. L'empereur déclara qu'il ne pouvait pas distinguer le travail de Fabergé de l'original et ordonna que les objets de la Maison Fabergé soient présentés à l'Ermitage comme des exemples superbes de l'artisanat russe contemporain. 

### Fournisseur de la Cour impériale
En 1884, Alexandre III lui accorde le privilège d'être le fournisseur de la Cour impériale, le plaçant en concurrence directe du bijoutier suédois Bolin. Il le restera sous Nicolas II. Il fut également reconnu auprès des cours du Royaume-Uni, de Thaïlande, de Suède et de Norvège. La firme fabriquait plus de 100 000 pièces en 1914. Il ouvre deux autres magasins, l'un à Moscou en Russie et l'autre à Odessa en Ukraine[réf. souhaitée]. 
Le comité des employés de la coopérative K. Fabergé prendra la direction de la société à la suite de la Révolution russe de 1917. Karl quitte la Russie en septembre 1918 craignant d'être arrêté.  

### L'exil
Il quitte illégalement Saint-Pétersbourg déguisé en courrier de l'une des ambassades étrangères, et se rend en train jusqu'à Riga. Peu de temps après, il fuit en Allemagne : il s'installe à Berlin, mais la révolution y commence aussi en novembre 1918. Fabergé déménage à Francfort-sur-le-Main, puis à Hombourg puis à Wiesbaden, où il s'arrête finalement. Fabergé ne s'est jamais remis des événements révolutionnaires qui l'ont choqué. Pendant ce temps, il répète souvent : « Il n'y a plus de vie ». En mai 1920, son cœur tombe malade. Lorsque sa santé s'est quelque peu améliorée, sa famille le déplace en Suisse dans les environs du lac Léman, connu pour son climat sain. 
Il meurt à Pully le matin du 24 septembre 1920, après avoir fumé un demi-cigare peu avant sa mort. Il est inhumé au cimetière du Grand Jas de Cannes en France.

## Créations

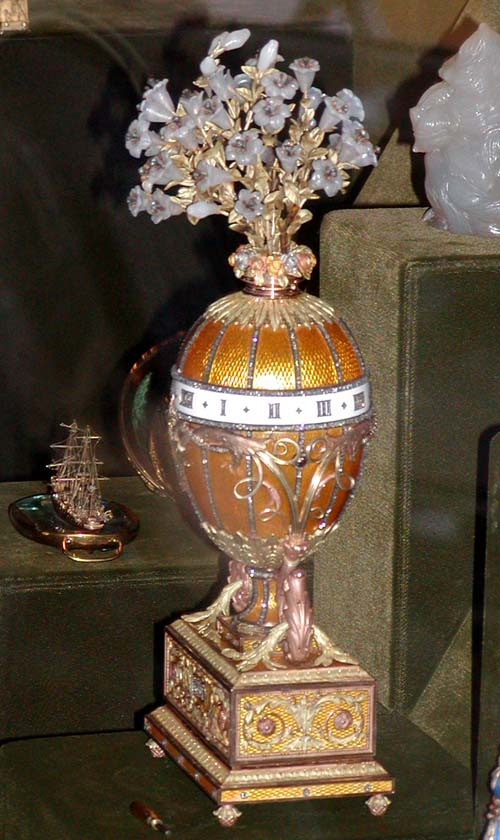
L'Œuf des muguets de la Madone réalisé par Fabergé en 1899 pour Nicolas II.

Il est connu pour ses créations d'objets décoratifs raffinés : œufs, fleurs, bijoux, figurines, cadres, pendules, boîtes, etc.
En 1885, le tsar Alexandre III offre le premier œuf de Pâques Fabergé à sa femme Marie Fedorovna. À première vue, cet œuf avait l'aspect d'un œuf ordinaire, en émail blanc, mais à l'intérieur se trouvait une surprise : une poule multicolore en or, avec à l'intérieur une couronne, et dans la couronne un petit œuf en rubis.
L'impératrice fut tellement ravie que chaque année le tsar commandait pour elle un œuf à Pierre-Karl Fabergé. À la mort d'Alexandre III en octobre 1894, son fils, Nicolas II, continue la tradition et commande deux œufs à Fabergé, l'un pour sa jeune épouse, Alexandra Fedorovna, et l'autre pour sa mère. En tout 52 œufs impériaux furent réalisés, dont deux prévus pour 1918, les œufs Constellation et Bouleau de Carélie, qui n'ont pas été présentés à cause de l'abdication du tsar Nicolas II, le 15 mars 1917. Sept de ces cinquante-deux œufs n'ont pas été retrouvés.
Dans la conception de ses œufs, Fabergé utilisait en priorité des pierres semi-précieuses de l'Oural, dont les plus caractéristiques sont la néphrite (sorte de jade vert), la bowénite (pierre vert clair à blanc), la rhodonite (rouge marbré de noir), mais également, entre autres, le cristal de roche et l'agate ; les émaux souvent guillochés de façon remarquable et les métaux nobles, dont l'or de quatre couleurs (jaune, blanc, rose et vert). 
Il diversifie ses styles – beaucoup de « néo » : rococo, Louis XVI, Empire, Renaissance, un peu d'art nouveau (l'œuf au muguet, quelques vases et plats) et, dans la succursale de Moscou, un style panslave.
Certaines pièces préfigurent de façon troublante l'art déco, voire le modernisme. Ses objets évoquent l'art de vivre de la dynastie des Romanov juste avant sa chute.

## Famille
- Père : Gustav Fabergé (en)(1814-1893/1894), bijoutier.
- Fils : Evgeniy Fabergé (1874-1960), artiste, bijoutier.
- Fils : Agathon Fabergé (en) (1876-1951), bijoutier, collectionneur, philatéliste.
- Fils : Alexandre Fabergé (1877-1952), artiste, bijoutier.
- Fils : Nikolai Fabergé (1884-1939), bijoutier.
- Petit-fils : Fédor Fabergé (1904-1971), bijoutier.
- Arrière-petite-fille : Tatiana Fabergé (1930-2020), artiste, bijoutière, historienne de la maison Fabergé.

## Hommages

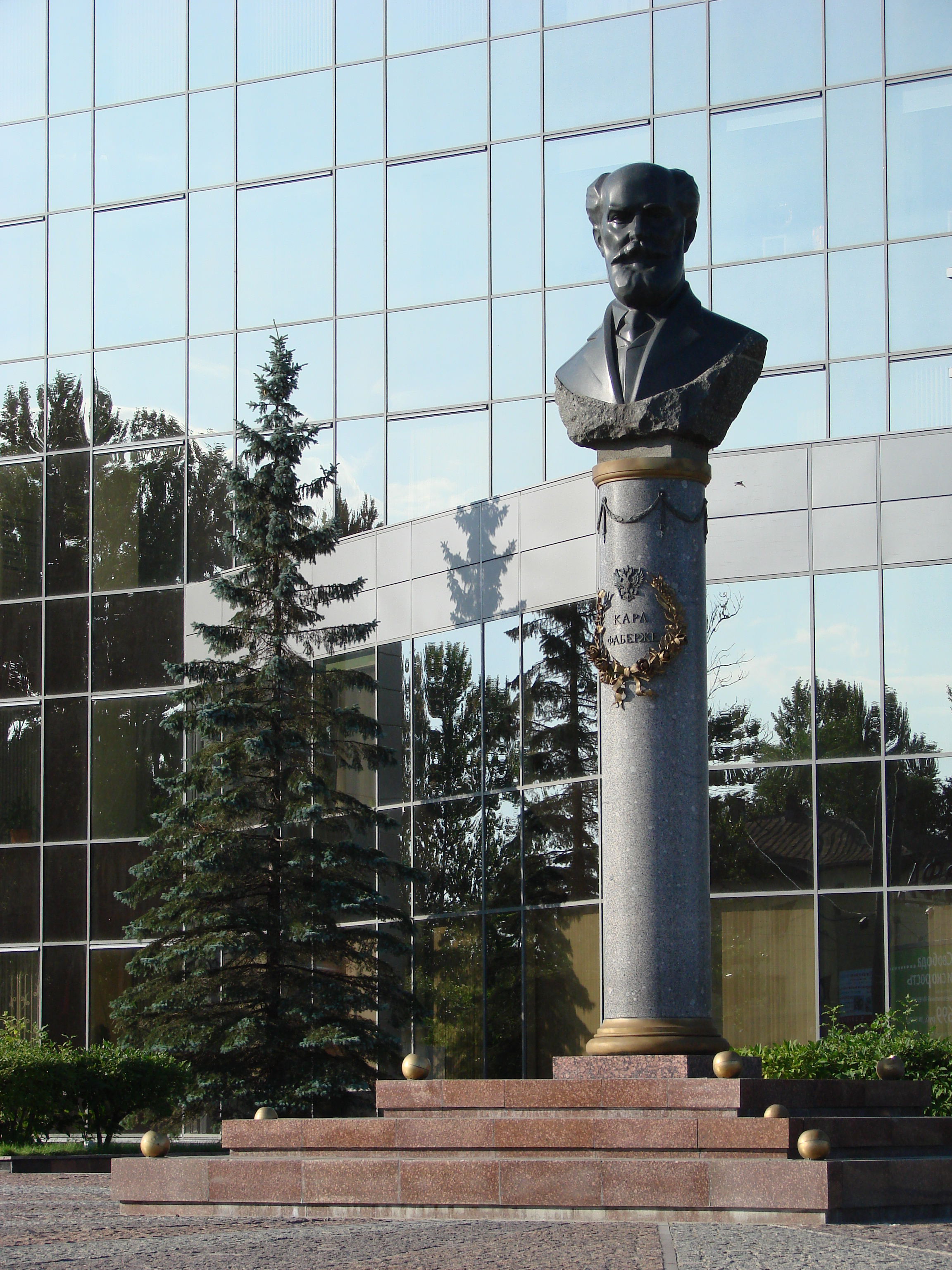
Monument à St Pétersbourg (Russie).

- Plaque commémorative à Odessa (Ukraine), rappelant qu'au début du XXe siècle, une succursale de la Maison Fabergé était située dans cette ville.
- Place Karl Fabergé à Saint-Pétersbourg.
- En 1996, un monument a été érigé à Saint-Pétersbourg devant le bâtiment de la Russian Gems Company[5].
- En 1996, le Fonds commémoratif Carl Fabergé a été créé.
- À Odessa, sur le bâtiment de l'hôtel Passage, où se trouvait le salon de joaillerie de Carl Fabergé dans la galerie marchande à la mode avant la révolution bolchevique, une plaque commémorative a été installée en 2006.
- A Baden-Baden se trouve un musée Fabergé, le premier au monde, entièrement consacré au travail d'une maison de joaillerie. Il a été inauguré le 15 mai 2009.
- En 2011, une plaque commémorative a été installée rue Khreshchatyk à Kiev (Ukraine).
- À Saint-Pétersbourg en 2011, son nom a été donné au Lycée artistique et professionnel.
- Le 19 novembre 2013 à Saint-Pétersbourg dans le palais Narychkine-Chouvalov (en) a été ouvert le musée Fabergé.
- Les salles commémoratives Fabergé fonctionnent au musée de l'Ermitage depuis octobre 2014.
- À Moscou, son nom a été donné au Collège des arts décoratifs et appliqués.
- En 2020, les musées du Kremlin de Moscou deviennent propriétaires des archives Fabergé, léguées à la Russie par sa conservatrice, Tatiana Fabergé[6].

## Distinctions
- Ordre de Saint-Stanislas 2e et 3e degré
- Ordre de Sainte-Anne 2e degré
- Médaille d'or au ruban Stanislavskaya (pour l'exposition de 1882 à Moscou)

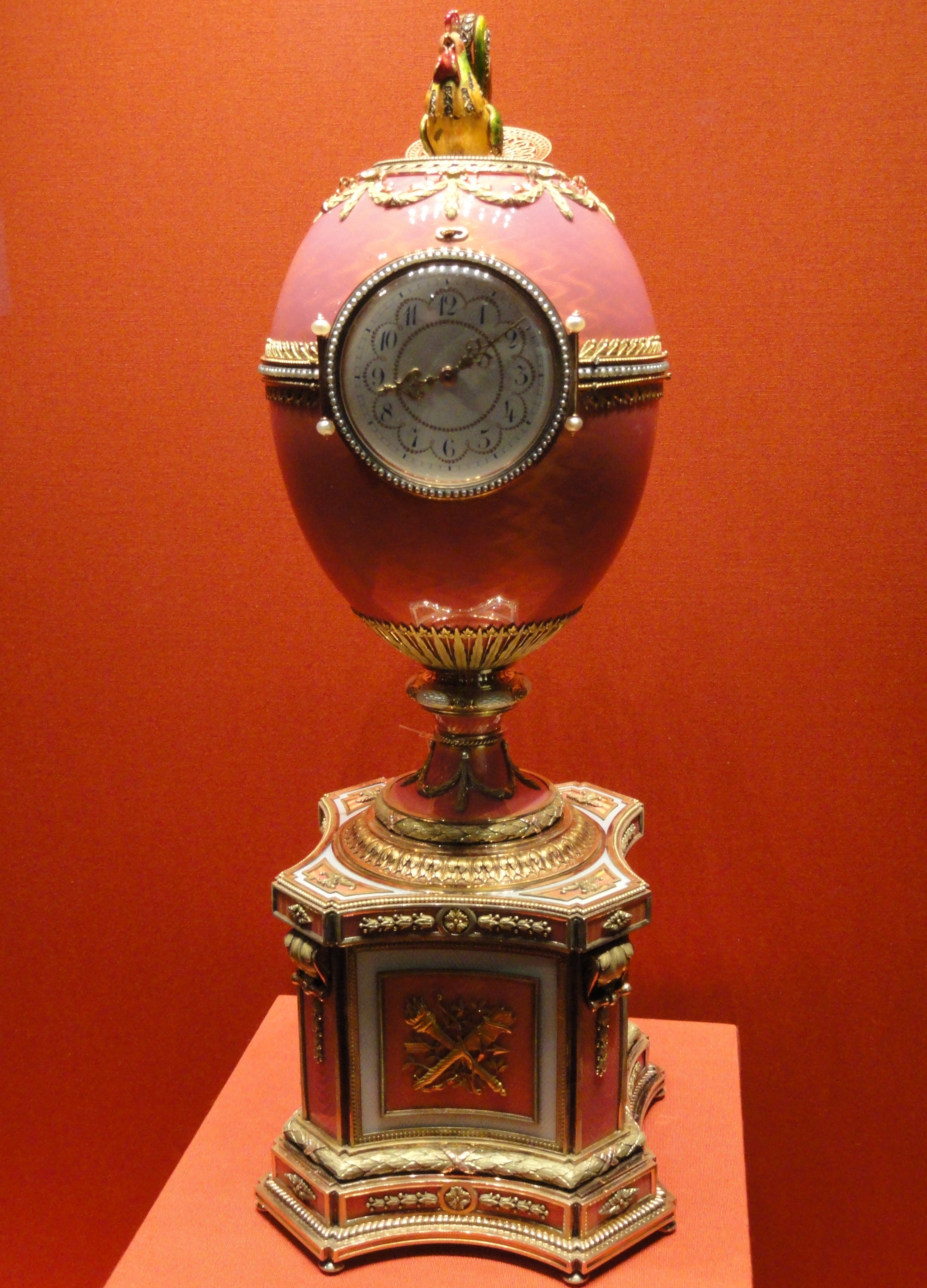
Œuf Rothschild, 1902, Musée de l'Ermitage, Saint-Pétersbourg, Russie.

- Ordre du mérite civil (Bulgarie)
- Ordre de la Légion d'honneur (France, 1900)

## Marché de l'art
- Une horloge Fabergé, en argent émaillé guilloché et or bicolore, ayant appartenu à la princesse Margaret a été vendue aux enchères par la maison de vente Christie's pour 1,24 million de livres sterling (1,55 million d'euros) le 13 juin 2006[7].
- Le 28 novembre 2007, l’œuf Rothschild de Fabergé a été vendu aux enchères pour près de neuf millions de livres (12,5 millions d'euros) par la maison de vente Christie's. L'acheteur, le milliardaire russe et collectionneur d'art Alexandre Ivanov, l'a offert ensuite à la Russie. Vladimir Poutine l'a remis officiellement au musée de l'Ermitage, le 8 décembre 2014[8].